# Pernacchia

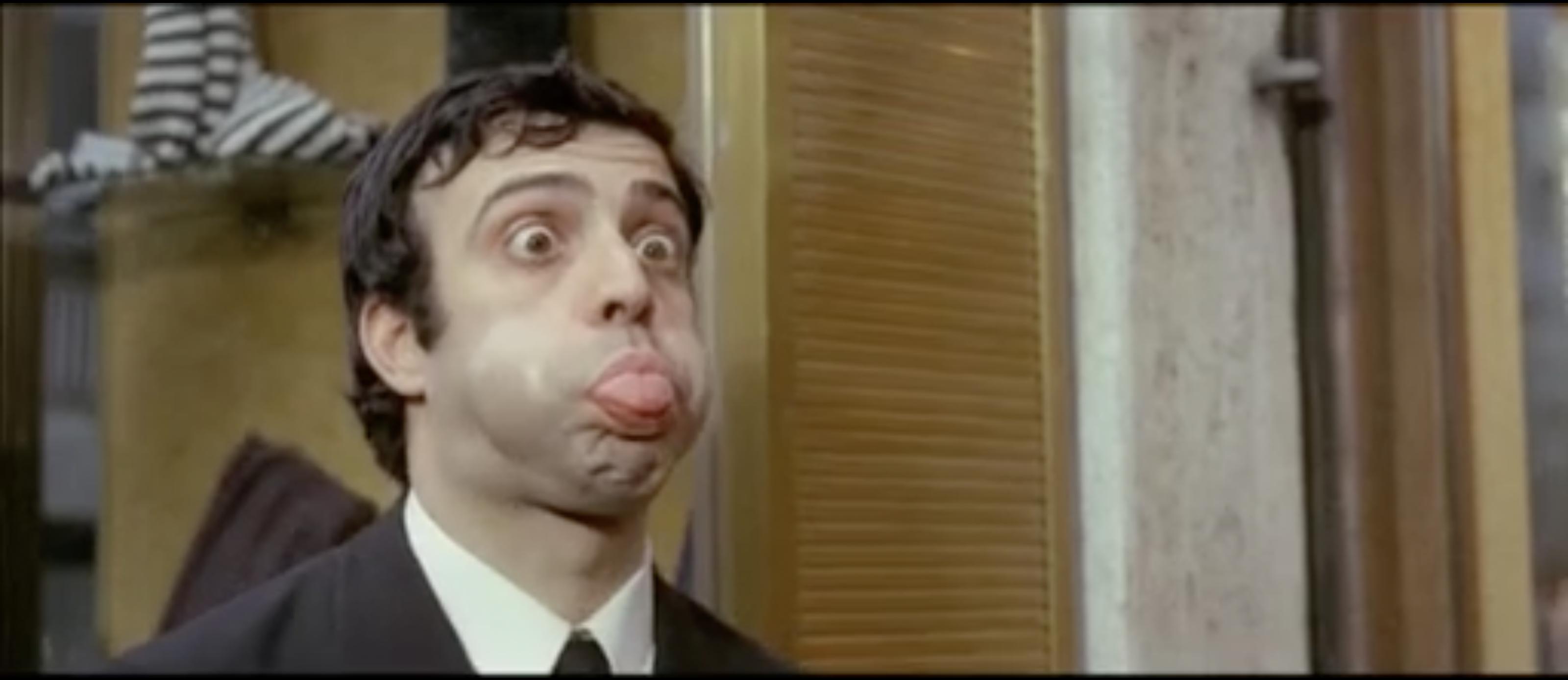
Pernacchia di Enrico Montesano nel film Il furto è l'anima del commercio!?... (1971)

Una pernacchia è un suono derisorio, ironico e in genere considerato volgare, eseguito soffiando con la lingua protratta all'infuori in mezzo alle labbra serrate oppure premendo con il dorso della mano sulla bocca per ottenere un rumore simile a quello di una flatulenza.
In termini di fonetica, questo suono è un trillo linguolabiale [r̼̊].
Non è mai utilizzato nel linguaggio fonologicamente (cioè dotato di significato proprio al fine della comunicazione verbale), ma è molto diffuso tra le culture umane così come tra gli altri primati.

## Nel cinema

Eduardo De Filippo in una famosissima scena del film L'Oro di Napoli, insegna ai concittadini a fare un "pernacchio" per contrastare la prepotenza di un nobiluomo del quartiere.

Nel film L'oro di Napoli Don Ersilio Miccio detto "Il professore" (Eduardo De Filippo) riceve la visita di alcuni concittadini, esasperati per la prepotenza di un Duca che vive in quel quartiere. Don Miccio insegna loro a fare tutti insieme un "pernacchio" con la mano al passaggio del Duca, per sbeffeggiarlo e umiliarlo:
- O pernacchio che facciamo a questo signore deve significare "Tu si' 'a schifezza 'ra schifezza 'ra schifezza e ll'uommene!". Mi spiego?
- Bene!
- Come si chiama tutta la sfilza di nomi che c'ha questo...?
- Eh... Duca...? Maria...?
- Santa Maria degli Angeli!
- Nooo!
- Duca... Sant'Agata dei Fornari!
- Aspetta! Alfonso Maria... di Sant'Agata dei Fornari! Ecco!
- No, no... ditelo insieme, all'unisono, con lo stesso tono.
- Tutti insieme? DUCA ALFONSO MARIA DI SANT'AGATA DEI FORNARI!
- [pernacchia]»

## Nella musica
La canzone di Giorgio Gaber Goganga, eseguita a Canzonissima nel 1968, termina con una pernacchia. Per questo motivo il brano fu inizialmente escluso dalla Commissione d'ascolto della Rai, e in un secondo momento riammesso.